# Fojnik
Fojnik (makedonska: Фојник) är ett berg i Nordmakedonien. Det ligger i kommunen Makedonski Brod, i den centrala delen av landet, 40 kilometer sydväst om huvudstaden Skopje. Toppen på Fojnik är 1 406 meter över havet.